# Licontinia elegans
Licontinia elegans är en insektsart som beskrevs av Spångberg 1879. Licontinia elegans ingår i släktet Licontinia och familjen dvärgstritar. Inga underarter finns listade i Catalogue of Life.